# Allarete africana
Allarete africana är en tvåvingeart som först beskrevs av Günther Enderlein 1911.  Allarete africana ingår i släktet Allarete och familjen gallmyggor. Inga underarter finns listade i Catalogue of Life.